# Pierre Fournier
Pierre Fournier (24 de junio de 1906 – 8 de enero de 1986) fue un chelista francés al que se llamó el "aristócrata de los cellistas", por su elegante musicalidad y su majestuoso sonido. 

## Biografía
Nació en París, hijo de un general del ejército francés. Su madre le enseñó a tocar el piano, pero tuvo un leve caso de polio siendo niño y perdió parte de la destreza de pies y piernas. Teniendo dificultades con los pedales del piano, se cambió al cello.
Se graduó en el Conservatorio de París a los 17 años, en 1923. Fue proclamado como "el cellista del futuro" y ganó alabanzas por su virtuosismo y por su técnica de arco.

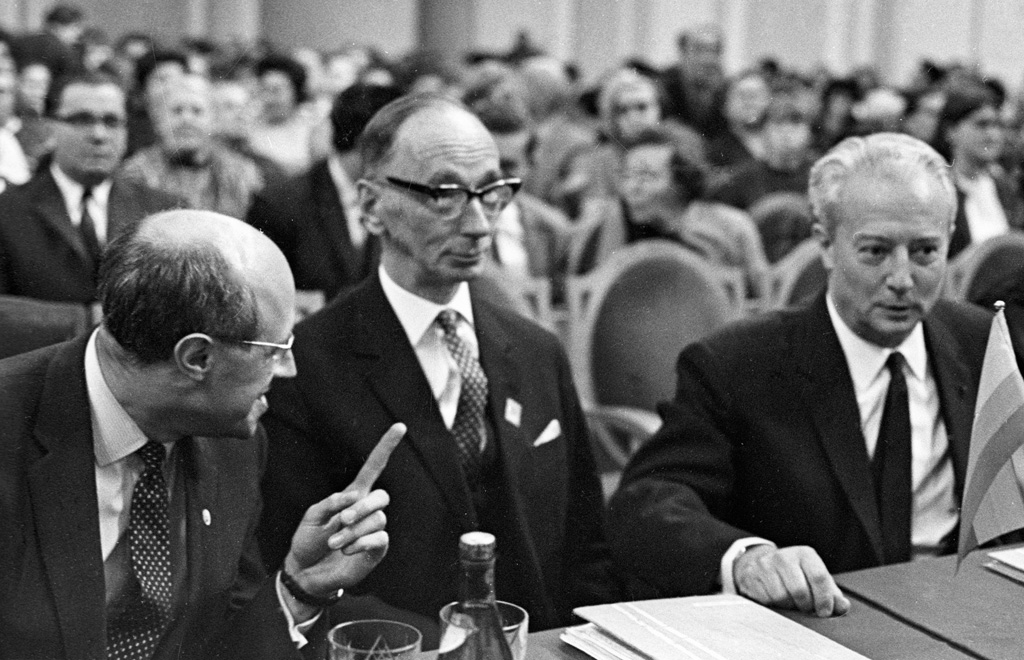
Los violonchelistas Rostrópovich, Kazimierz Wiłkomirski y Pierre Fournier, 1966.

Alcanzó fama cuando tocó con la Orquesta de Edouard Colonne en 1925, y anduvo de tour por toda Europa. Tocó con muchos de los más prestigiosos y aclamados músicos de su tiempo, y grabó completa las piezas de música de cámara de Brahms y Schubert para la BBC en acetatos. Sin embargo, las mismas se deterioraron antes de que pudieran ser transferidas a un medio más duradero.
En los años '50 realizó giras por América del Sur, frecuentemente acompañado al piano por Alfredo Rossi, un amigo personal y antiguo colega de sus primeras épocas en Italia y España.
Fournier dio clases en la École Normale de Musique en París y en el Conservatorio de París desde 1937 s 1949. Hizo su primera gira en los Estados Unidos en 1948 y tocó, con gran aclamación, en Nueva York y Boston.
A partir de 1956 se radicó en Suiza, aunque siempre mantuvo su ciudadanía francesa. En 1963, se lo nombró miembro de la Legión de Honor.
Por calidad técnica y por riguroso pensamiento musical, figura entre los grandes violonchelistas del siglo XX. Fournier se comportaba muy diferente a Casals y los intérpretes de su línea. Su estilo se caracterizaba por un lirismo elegante, bien cantado y poetizado pero con prohibición de éxtasis. Perseguía una calidad sonora tan bella como le fuera posible conseguir.
Fue un abanderado de la música de Bach y un especialista en la música de los compositores de la era Romántica y del Barroco, pero se interesó también por la música contemporánea. Frank Martin y Bohuslav Martinu escribieron conciertos de violonchelo para él; Francis Poulenc también le dedicó su Sonata para violonchelo y piano. Fournier protagonizó los estrenos del concierto de Albert Roussel así como de otras obras de Jean Martinon y Martinu.
En los años 70 formó un trío de mucho éxito con el pianista Arthur Rubinstein y el violinista Henryk Szeryng. Continuó tocando hasta los 79 años. También siguió dando clases particulares en su casa en Ginebra: el violonchelista británico Julian Lloyd Webber figura entre sus discípulos. 
Su hijo Jean-Pierre fue pianista bajo el nombre de Jean Fonda y le acompañó al piano en sus últimos años.
Fournier tocó con tres violonchelos: un Jean Baptisme Vuillaume del 1863, un Matteo Goffriller del 1722 y un Charles Adolphe Maucotel 1849. Con el violonchelo Maucotel tocó los últimos 18 años de su carrera e hizo todas sus grabaciones.

## Premios y reconocimientos
Premio Grammy a la Mejor Interpretación de Música de Cámara:
- Pierre Fournier, Arthur Rubinstein y Henryk Szeryng por Schubert: Trios No. 1 in B Flat, Op. 99 and No. 2 in E Flat, Op. 100 (1976)
- Pierre Fournier, Arthur Rubinstein & Henryk Szeryng for Brahms: Trios (Complete)/Schumann: Trio No. 1 in D Minor (1975)

## Discografía parcial
- Bach, Suites vlc. n. 1-6 - Fournier, Deutsche Grammophon
- Bach, Suites vlc. n. 1-6 - Fournier, 1960/1961 Archiv Produktion
- Beethoven, Obras compl. para vlc. y p. - Fournier/Gulda, 1959 Deutsche Grammophon
- Beethoven, Son. vlc. y p. n. 1-5/Variac. - Fournier/Kempff, Deutsche Grammophon
- Brahms Schumann, Los Tres Tríos/Trío en Do Menor - Rubinstein/Szeryng/Fournier, RCA Red Seal - Grammy Award for Best Chamber Music Performance 1975
- Schubert, The Piano Trios - Op. 99 In B-Flat/Op. 100 In E-Flat - Rubinstein/Szeryng/Fournier, 1975 RCA Red Seal - Grammy Award for Best Chamber Music Performance 1976
- Fournier, Aristocrat of the cello - Baumgartner/Szell/Firkušný, Deutsche Grammophon
- Fournier, Pierre Fournier, Violonchelo - Lalo/Saint-Saëns/Bruch, Deutsche Grammophon